# Turčianske Kľačany
Turčianske Kľačany – wieś (obec) na Słowacji położona w kraju żylińskim, w okręgu Martin. Pierwsze wzmianki o miejscowości pochodzą z roku 1403.
Według danych z dnia 31 grudnia 2010, wieś zamieszkiwało 913 osób, w tym 460 kobiet i 453 mężczyzn.
W 2001 roku rozkład populacji względem narodowości i przynależności etnicznej wyglądał następująco:
- Słowacy – 98,64%
- Czesi – 1,11%
- Polacy – 0,12%
- Węgrzy – 0,12%